# カール・シュレンツ
カール・シュレンツ（Carl Schelenz、1890年2月6日 - 1956年2月7日)は、ドイツのハンドボール考案者。ベルリン出身。
1919年、これまで女子のスポーツとされていたトア・バル(Tor Ball)を改良してハンドボールのルールを競技規則を制定した。これがハンドボールの始まりとされる。1930年代から40年代にかけてハンドボールドイツ代表のコーチも務めていた。